# مهین افشار
مهین افشار (آمنه ملکی) (متولد ۱۳۰۴ ش- ؟) اولین زن بازرگان ایرانی است و اولین زنی است که به عضویت هیئت رئیسه اتاق بازرگانی تهران درآمد و در دوره‌های مختلف در سمت دبیر و نایب رئیس اتاق بازرگانی تهران فعالیت نمود. 

## زندگی
مهین افشار نوه ملک‌التجار از بازرگانان بزرگ ایران بود که در مدرسه ژاندارک تحصیل کرد. مهین افشار با مهندس افشار کارمند پتروشیمی ازدواج کرد.او اولین بار با فروش بخشی از جهیزیه خود توانست سرمایه‌ای فراهم کند و به تجارت بپردازد. افشار کار تجارت را با سرمایه‌‍ای حدود ۴۰ هزار تومان شروع کرد و در سال ۱۳۳۶ نخستین زنی بود که کارت بازرگانی به نامش صادر شد. او که منشی گروه «زنان ملیون» بود و در دکوراسیون نیز مهارت داشت، مدیر شرکت هوایی اسکای ویز بود.

## فعالیت تجاری
افشار نمایندگی شرکت‌هایی مانند «یورماستر اندون و یوخ» دانمارک و کارخانجات آرو، سارازن، ساژ، اوهاندوبر آلمان و شرکت بازرگانی ناب را بر عهده داشت. کالاهای وارداتی او عبارت بود از موتورهای دیزل، ژانراتور برق و ماشین‌های بزرگ و کوچک جوشکاری. توسعه کارش سبب شد که در پنج بندر بزرگ دنیا مانند آمستردام، نوتردام، لندن، نیویورک و آنورس کارگزاری برای امور حمل‌و‌نقل و گمرک دایر کند. وی علاوه بر کار تجارت، سردخانه بزرگی نیز احداث کرد. عتیقه‌داری و نگهداری اشیاء عتیقه از دیگر فعالیت‌های این بانوی تاجر بود.